# الدوري المكسيكي الممتاز 1984-85
الدوري المكسيكي الممتاز 1984-85 (بالإسبانية: Primera División de México 1984-85)‏ هو موسم من الدوري المكسيكي الممتاز. كان عدد الأندية المشاركة فيه 20، وفاز فيه نادي أمريكا.